# Evergestis subcitrinalis
Evergestis subcitrinalis là một loài bướm đêm trong họ Crambidae.